# 지방도 제795호선
지방도 제795호선은 전북특별자치도 진안군 진안읍 군하리 진안로터리에서 용담면 송풍리 이룡삼거리를 잇는 전북특별자치도의 지방도이다. 진안로터리에서 전주, 거창 방면으로 연결되는 국도 제26호선으로 갈 수 있는 진안교차로와 연결된다. 진안군 중심부를 통과하는 것이 특징이다. 정천면과 용담면 일대 현재 도로는 2001년 용담댐 건설로 용담호가 생기면서 대부분 구간이 수몰되어 새로 이설한 것이다. 본래 이 지방도는 충청남도 금산군 남일면 음대리까지 이어졌으나 2001년 8월 25일 국도 제13호선이 충청남도 금산군 금산읍까지 연장되면서 전북특별자치도 진안군 용담면 송풍리 ~ 충청남도 금산군 남일면 음대리 구간이 편입되었다.

## 연혁
- 2003년 2월 20일 : 충청남도 구간인 금산군 남일면 신정리 ~ 음대리 4.8km 구간 폐지[1]

## 주요 경유지
- 진안군
  - 진안읍 진안로터리 - 진안읍 행정복지센터 - 북전주세무서 진안지서 - 진안초등학교 - 진안군청 - 진안사거리 - 군상리 - 구운삼거리 - 검북삼거리 - 후사동삼거리 - 진안예비군훈련장 - 운산리
  - 정천면 월평리 - 월평교 - 정천 교차로 - 봉학리 - 봉학교 - 정천휴게소 - 갈용리 - 용담호공원 - 갈용교 - 갈두교 - 장음교 - 모정리 - 모정교 - 두곡교 - 사근교
  - 용담면 호암교 - 용담대교 - 월계교 - 왕두골삼거리 - 송풍삼거리

## 도로명
- 진안군 진안읍 진안로터리 ~ 진안사거리 : 중앙로
- 진안군 진안읍 진안사거리 ~ 용담면 송풍삼거리 : 진용로